# إيليا فيفياني
إيليا فيفياني (بالإيطالية: Elia Viviani)‏ مواليد 7 فبراير 1989 في إيطاليا، هو دراج إيطالي في صنف سباق الدراجات على الطريق وعلى المضمار. شارك في دورة الألعاب الأولمبية الصيفية.

## الميداليات
| الميدالية | المسابقة                               |
| --------- | -------------------------------------- |
| ذهبية     | الألعاب الأولمبية الصيفية 2016         |
| فضية      | بطولة العالم للدراجات على المضمار 2011 |
| فضية      | بطولة العالم للدراجات على المضمار 2015 |
| برونزية   | بطولة العالم للدراجات على المضمار 2015 |

## سجل النتائج

### سباقات أو مراحل فاز بها
| التاريخ        | السباق                                                         | المركز                                         |
| -------------- | -------------------------------------------------------------- | ---------------------------------------------- |
| 01 يناير 2010  | بينشي-شيمي-بينشي 2010                                          | الفائز في التصنيف العام                        |
| 25 سبتمبر 2010 | ميموريال ماركو بانتاني 2010                                    | الفائز في التصنيف العام                        |
| 05 فبراير 2011 | Grand Prix de la côte étrusque 2011                            | الفائز في التصنيف العام                        |
| 11 فبراير 2011 | تور دي إنديا - ناشيك 2011                                      | الفائز في التصنيف العام                        |
| 13 فبراير 2011 | تور دي إنديا - مومباي 2011                                     |                                                |
| 28 أغسطس 2011  | يو إس إيه برو تشالنج 2011                                      | الأول في تصنيف النقاط                          |
| 09 أكتوبر 2011 | طواف بكين 2011                                                 | الثاني في تصنيف النقاط                         |
| 04 فبراير 2012 | 2012 Gran Premio della Costa Etruschi                          | الفائز في التصنيف العام                        |
| 12 فبراير 2012 | 2012 Giro della Provincia di reggio Calabria                   | الفائز في التصنيف العام                        |
| 09 سبتمبر 2012 | طواف إسبانيا 2012                                              | الثامن في تصنيف النقاط                         |
| 15 سبتمبر 2012 | ميموريال ماركو بانتاني 2012                                    |                                                |
| 23 أغسطس 2013  | Dutch Food Valley Classic 2013                                 | الفائز في التصنيف العام                        |
| 01 يناير 2014  | 2014 UEC European Track Championships – men's omnium           |                                                |
| 06 سبتمبر 2014 | دراجات بروكسل الكلاسيكية 2014                                  |                                                |
| 07 سبتمبر 2014 | جي بي دي فورميس 2014                                           |                                                |
| 16 سبتمبر 2014 | كوبا بيرنوشي 2014                                              | الفائز في التصنيف العام                        |
| 01 يناير 2015  | 2015 UEC European Track Championships – men's omnium           |                                                |
| 01 يناير 2015  | تروفيو سيس سالينس 2015                                         |                                                |
| 01 مارس 2015   | كرونا بروكسل 2015                                              |                                                |
| 11 أكتوبر 2015 | طواف أبو ظبي 2015                                              | الأول في تصنيف النقاط                          |
| 15 أغسطس 2016  | ركوب الدراجات في الألعاب الأولمبية الصيفية 2016 – رجال أومنيوم | الفائز في التصنيف العام                        |
| 20 أغسطس 2017  | أوروآيز الكلاسيكي 2017                                         | الفائز في التصنيف العام                        |
| 25 أغسطس 2017  | تور دو بويتو-شارنتيس 2017                                      | الأول في تصنيف النقاط، الخامس في التصنيف العام |
| 27 أغسطس 2017  | جي بي واست-فرنسا 2017                                          | الفائز في التصنيف العام                        |
| 01 يناير 2018  | 2018 UEC European Track Championships – men's team pursuit     |                                                |
| 10 فبراير 2018 | طواف دبي 2018                                                  | الفائز في التصنيف العام                        |
| 25 فبراير 2018 | طواف أبو ظبي 2018                                              | الأول في تصنيف النقاط                          |
| 21 مارس 2018   | ثلاثة أيام من دي بان 2018                                      | الفائز في التصنيف العام                        |
| 27 مايو 2018   | طواف إيطاليا 2018                                              | الأول في تصنيف النقاط                          |
| 15 يونيو 2018  | دوارس دور هيت هاجلاند 2018                                     |                                                |
| 24 يونيو 2018  | سباق أدرياتيكي يونيكا 2018                                     | الأول في تصنيف النقاط                          |
| 19 أغسطس 2018  | أوروآيز الكلاسيكي 2018                                         | الفائز في التصنيف العام                        |
| 27 يناير 2019  | سباق كاديل ايفانز 2019                                         | الفائز في التصنيف العام                        |
| 02 مارس 2019   | طواف الإمارات 2019                                             | الأول في تصنيف النقاط                          |
| 04 أغسطس 2019  | رايد لندن 2019                                                 | الفائز في التصنيف العام                        |
| 11 أغسطس 2019  | سباق الطريق لنخبة الرجال - بطولة أوروبا للدراجات 2019          | الفائز في التصنيف العام                        |
| 25 أغسطس 2019  | أوروآيز الكلاسيكي 2019                                         | الفائز في التصنيف العام                        |
| 28 مارس 2021   | شوليه باي دي لوار 2021                                         | الفائز في التصنيف العام                        |
| 17 يونيو 2021  | سباق أدرياتيكي يونيكا 2021                                     | الأول في تصنيف النقاط                          |
| 12 سبتمبر 2021 | جي بي دي فورميس 2021                                           | الفائز في التصنيف العام                        |
| 19 سبتمبر 2021 | جراند بريكس دي إسبيرجوس 2021                                   | الفائز في التصنيف العام                        |

## روابط خارجية
- إيليا فيفياني على موقع الاتحاد الدولي للدراجات (الإنجليزية)
- إيليا فيفياني على موقع أرشيف الدراجات (الإنجليزية)
- إيليا فيفياني على موقع إحصائيات الدراجات الإحترافية (الإنجليزية)
- إيليا فيفياني على موقع نسبة الدراجات (الإنجليزية)
- إيليا فيفياني على موقع CycleBase (الإنجليزية)
- إيليا فيفياني على موقع اللجنة الأولمبية الدولية (الإنجليزية)
- إيليا فيفياني على موقع أوليمبيديا (الإنجليزية)
- إيليا فيفياني على موقع اللجنة الأولمبية الإيطالية (الإيطالية)